# Robert F. X. Sillerman
Robert F. X. Sillerman (* 12. April 1948 in New York City; † 24. November 2019) war ein US-amerikanischer Geschäftsmann und Medienunternehmer.
Sillerman war der Besitzer einer Reihe von Fernseh- und Radiosendern in den 1970er und 1980er Jahren. Gemeinsam mit dem Radiomoderator Bruce Morrow gründete er die Sillerman-Morrow Broadcasting Group, Inc. 1993 gründete Sillerman den SFX Rundfunk, SFX Entertainment- und Bühnen-Promotion, er verkaufte den Sender im Jahr 2000 für $ 4,4 Mrd.
Im Jahr 2012 gründete er erneut eine Firma unter dem Namen SFX Entertainment und brachte sie in 2013 an die Börse. Dabei flossen SFX 260 Millionen USD zu, die für den Kauf von Festivals, Übernahmen und Beteiligungen an diversen Unternehmen der EDM-Branche genutzt wurden. Nicht einmal 26 Monate später meldete SFX bereits Insolvenz an.
Sillerman war unter anderem der Namensgeber des Sillerman-Zentrums für die Förderung der Philanthropie an der Brandeis University. Laut Forbes war er im Jahr 2005 auf Platz 375 der reichsten Menschen der Welt. Er war auch kurzzeitig im Besitz der WLAF New York / New Jersey Ritter.